# Anna Magdalena Bach

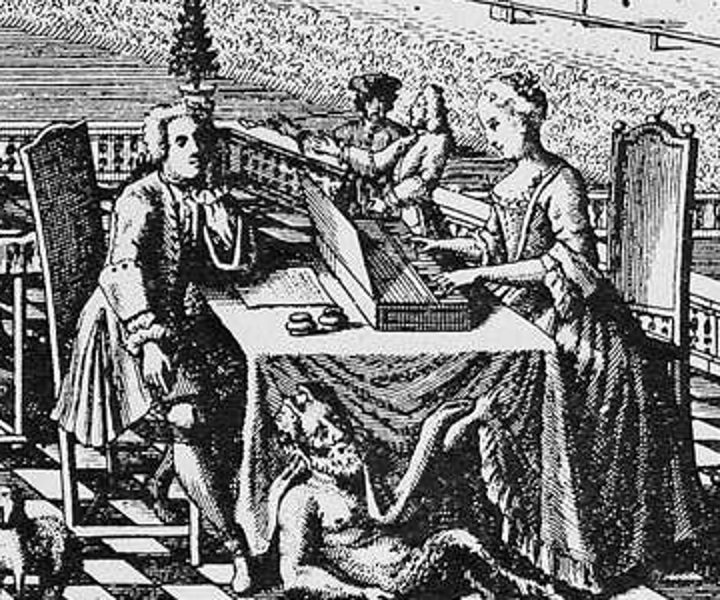
Anna Magdalena y Johann Sebastian Bach.

Anna Magdalena Bach (Anna Magdalena Wilcke, Zeitz, Alemania, 22 de septiembre de 1701-Leipzig, Alemania, 27 de febrero de 1760) fue una soprano alemana, la segunda esposa de Johann Sebastian Bach y la célebre destinataria del Pequeño libro de Anna Magdalena Bach.

## Biografía

### Primeros años
Casi nada se sabe de sus años juveniles. Su padre era Johann Caspar Wilcke (o Wilcken o Wülcken), trompetista de la corte del ducado de Sajonia-Zeitz hasta febrero de 1718, cuando se trasladó a Weissenfels, donde murió a fines de noviembre de 1731. La madre de Anna, Margaretha Elisabeth Liebe, quien falleció en marzo de 1746, era hija de un organista. Como hija de un trompetista, Anna conocía probablemente a varios miembros de la familia Bach. Fue contratada como soprano, con su padre, en la capilla de Zerbst en alguna ocasión entre Pascua y el verano de 1721. Hacia septiembre, cuando tenía 19 años, estaba contratada en Köthen (ciudad residencial del pequeño principado de Anhalt-Cöthen) y ya conocía bien a Bach (de 36 años).

## Matrimonio con J. S. Bach
El príncipe Leopoldo de Anhalt-Cöthen les dio permiso para casarse en su propio alojamiento el 3 de diciembre de 1721 con Bach, diecisiete meses después de que muriera su primera esposa, Maria Barbara Bach. Juntos tuvieron trece hijos entre 1723 y 1742, de los cuales siete murieron pequeños. Entre los sobrevivientes estaban los compositores Johann Christian Bach y Johann Christoph Friedrich Bach. Residieron en dicho palacio hasta que el príncipe Leopoldo contrajo matrimonio con una princesa de Anhalt-Bernburg, que Bach consideraba una "amusa" (esto es, "no amante de las artes"), la cual prescindió de la música y sus intérpretes.
El matrimonio se celebró por amor: es poco probable que una mujer en la veintena (dieciséis años más joven que su marido), con un trabajo propio y un sueldo (200 guldas anuales) que la independizaba económicamente, se casase con un viudo con varios hijos por cualquier otro motivo que no fuese ese. Buena prueba de ello fueron los trece hijos que ella le dio a Bach y los muchos manuscritos de notas que dejó, lo que demuestra que se interesaba profundamente por su marido. Bach, por su parte, le dedicó un par de cuadernos de música. Gracias a esto, Anna se animó a componer obras de música, aunque no muy conocidas posteriormente.
Bach estuvo muy enamorado de ella: de los cuatro cuadernos de música (Büchlein) que compuso, dos fueron para ella, uno de 1722 y otro de 1725 (conocidos como los Notenbüchlein für Anna Magdalena Bach). Los otros dos fueron el Clave-Büchlein para su hijo Wilhelm Friedemann Bach (1720) y el Orgel-Büchlein, para un organista principiante (iniciado, probablemente, hacia 1714).
El matrimonio Bach fue uno de los pocos en los cuales ambos cónyuges, marido y mujer, trabajaban en lo que les gustaba y para lo cual estaban dotados, cobraban su propio sueldo y eran reconocidos por lo que valían. Magdalena ayudaba con regularidad al compositor a transcribir su música.
Aunque seguramente fue una buena esposa y madre, los hijos del primer matrimonio no vieron con buenos ojos a la nueva madrastra y nunca perdonarían esta intrusión en su familia. Al final de su vida, ya viuda, consta que la abandonaron a su suerte.
Durante el tiempo que la familia de Bach vivió en Leipzig, Anna Magdalena organizó regularmente veladas musicales con toda la familia cantando y tocando con los amigos invitados. La casa de Bach se convirtió en un centro musical en Leipzig.
Anna Magdalena, como entendida en música, le ayudó numerosas veces en la copia de partituras: al final, su caligrafía se parecía mucho a la de su marido (el manuscrito de las seis sonatas y suites para violín fue considerado un autógrafo de Bach durante mucho tiempo; al final, algunas investigaciones caligráficas modernas demostraron que fue copiado por su esposa).
De su matrimonio con el músico tuvo 13 hijos, algunos de ellos también célebres compositores y reconocidos músicos.

### Después de la muerte de Johann Sebastian Bach
El 28 de julio de 1750 falleció su esposo. Al morir sin testamento, sólo le correspondió un tercio de sus bienes, quedando el resto para los hijos. Los ahorros de Bach, unos 1.100 táleros, equivalían al sueldo de un año, con el cual tuvo que pagar el entierro y sobrevivir como pudiera. Se quedó sola con cinco hijos pequeños: Gottfried Heinrich Bach (1724-1763) que tenía una discapacidad psíquica, Johann Christian Bach (1735-1782), Catharina Dorothea (1708-1777), Johanna Carolina (1737-1781) y Regina Susanna Bach (1742-1809). 
El Concejo municipal le concedió la tutela de sus hijos a condición de que no se casase: si así lo hacía, perdería la custodia de estos. Al ver el estado en el que se quedaban la viuda y los hijos, le pagó el dinero que le adeudaba: medio año de salario, 50 táleros. Sin  embargo, como Bach se había presentado a su puesto (veintisiete años antes) con retraso, se le descontó esta cantidad: al final le quedaron 21 táleros con 10 céntimos.
Una vez fallecido su esposo, el Cantor de la Escuela de Santo Tomás, no tenía ningún sentido que la familia permaneciese en la escuela. Como la mudanza era cara (y el Concejo tenía prisa por desalojarlos), generosamente se le concedió una ayuda para trasladarse a otro sitio. Encontró una casita en la Haynstrasse y allí se marchó a vivir con sus cinco hijos.
A Gottfried Heinrich Bach, su hijo discapacitado, se lo llevaron los Altnikol a Naumburg; Carl Phillip Emanuel (hijastro de Ana Magdalena) se llevó consigo a Berlín a Johann Christian. Ella se quedó con su hijastra Catharina Dorothea (soltera de cuarenta y dos años), sus hijas Johanna Carolina (de trece) y la pequeña Regina Susanna (de ocho años).
No pudo pagar una lápida ni una cruz aunque encargó para su esposo un ataúd de encina, el mejor regalo que pudo hacerle escatimando dinero de sus exiguos ahorros. Después del entierro, se quedó prácticamente sin recursos. El Concejo, avaro pero generoso, le compró unas partituras de su marido por 40 táleros.
Una vez que se les agotó el exiguo dinero, el Concejo, sabedor de sus problemas económicos, les regaló un par de fanegas de maíz para evitar que pasaran hambre durante un tiempo.
Al final de sus días dependía exclusivamente de los donativos de los vecinos y ciudadanos: era una "receptora de limosnas". Es extraño que sus hijos mayores (en realidad los hijos de su marido), todos ellos bien situados económica y socialmente, no le pasaran ningún tipo de ayuda (probablemente, como se ha comentado, porque no aprobaron nunca el segundo matrimonio de su padre).
En el acta de defunción puede leerse: "Mujer pobre de 59 años, Anna Magdalena, nacida Wilcke, viuda de J. S. Bach, Cantor en la Escuela de Santo Tomás en la Haynstrasse, 8" y también "era una mujer pobre".
Aunque no consta (por no haber sido registradas ante el juez en el momento del reparto de los bienes), Anna Magdalena recibió bastantes partituras y voces de cantatas de su marido que jamás llegó a vender para poder comer. No ocurrió lo mismo con el resto, la mayor parte del cual lo recibieron en herencia, que repartieron y (en ocasiones) malvendieron los hijos mayores de su marido.

## Hijos
- Christiana Sophia Henrietta (1723-1726)
- Gottfried Heinrich Bach (1724-1763)
- Christian Gottlieb Bach (1725-1728)
- Elisabeth Juliana Friederica Bach, llamada «Lieschen» (1726-1781), que contrajo matrimonio con Johann Christoph Altnickol, discípulo de Bach.
- Ernestus Andreas Bach (1727-1727)
- Regina Johanna Bach (1728-1733)
- Christiana Benedicta Bach (1729-1730)
- Christiana Dorothea Bach (1731-1732)
- Johann Christoph Friedrich Bach, el Bach de Bückeburg (1732-1795)
- Johann August Abraham Bach (1733-1733])
- Johann Christian Bach, el "Bach de Milán" y "Bach de Londres" (1735-1782)
- Johanna Carolina Bach (1737-1781)
- Regina Susanna Bach (1742-1809)